# Миша Мијатовић
Милош Миша Мијатовић (Губеревац, код Кнића, 1959) српски је композитор и виртуоз на хармоници. Његов син је бивши фудбалер, Александар Мијатовић.

## Композиторски рад
Мијатовић је један од најуспешнијих југословенских и српских композитора са више од 1.200 песама и око тридесет инструментала. Био је апсолутни победник фестивала Прва хармоника Југославије у Сокобањи 1980. године. Компоновао је око тридесет кола и инструментала, као и велике хитове народне музике, као што су Имена ми мог, Причај ми, причај и Исплачи се (Снежана Ђуришић), Свађалице моја мала (Маринко Роквић), Манастир и Низ вене ми тихо течеш (Мира Шкорић), Нек' ми буде задња чаша (Харис Џиновић), Муке моје (Зорица Брунцлик), Хеј, сузо моја и Теби за љубав (Радиша Урошевић), Крај ногу ти мрем (Весна Змијанац) и друге. 

### Песме
- Снежана Ђуришић - Причај ми, причај, Имена ми мог, Исплачи се, Зоро, сестро, Ти би мог'о да ме спасиш, Како да се помирим са тим, Изненади ме, Кад би још једном покушали, Вараш ме, мангупе, Ти си мени био све, Пуче јелек, пуче брука, Нек' се зна, Кајеш ли се
- Маринко Роквић - Свађалице моја мала, Замириши на бразду, И пијан и трезан за тебе сам везан
- Мира Шкорић - Манастир, Низ вене ми тихо течеш
- Радиша Урошевић - Хеј, сузо моја, Теби за љубав, Ја за тебе дишем, Мала моја, моје слатко вино, Зора зори, Да је вредело, Лепа Јелена
- Зорица Брунцлик - Муке моје, Ех, да је среће, Целог живота жалим за тобом
- Мирослав Илић - Сетиш ли се некад мене, Ако се растанемо, Дајем реч
- Харис Џиновић - Нек' ми буде задња чаша
- Весна Змијанац - Крај ногу ти мрем, Ако га видиш срећног
- Добривоје Топаловић - Благо води што те мије, Трећа јесен зајесенила, Делићемо све на пола, Све ми твоје фали још
- Цеца Ражнатовић - Ех, тешко мени, Лако је теби
- Милан Бабић - Само да си рекла, Господе драги, Било па прошло, Пођи са мном у моју Србију, Дан без тебе
- Мерима Његомир - Док све цвета, наша љубав вене, Заљубљена, Брава јака
- Лепа Лукић - Ти си увек ту, Још увек се будим сама
- Биљана Јевтић - Зашто да живим кад немам среће
- Славко Бањац - Не трује ме ово вино, Једини грех
- Снежана Бабић Снеки - Звезда среће, Да, да, Испунићу ти жељу, Нисам те заборавила
- Вера Нешић - Храбрим срце, преболећу, Заспала је Шумадија
- Јелена Броћић - Дала сам ти љубав, Од живота јаче
- Драган Којић Кеба - Фер убица
- Милош Бојанић - Имала си среће
- Нада Обрић - Да л' су године
- Илда Шаулић - Нешто ме вуче теби
- Живкица Милетић - Заборави плаве косе, Свратила сам само да те видим
- Зоран Калезић - Мало је и живот цео
- Маја Марковић - Није нам се дало

### Кола
- Моравски поветарац
- Гружанка коло
- Милочајка коло
- Губеревчанка коло
- Жилет коло
- Кумино коло
- Срдићево коло
- Кекино коло
- Крлетово коло

## Дискографија

### ЕП
- 1980. Моравски поветарац/Влашка игра (Београд диск)

### Студијски албуми
- 1981. Народна кола (ПГП РТБ)
- 1996. Кола (ПГП РТС)
- 2002. Кола 2002 (ПГП РТС)
- 2010. Коло певам, песму свирам (ПГП РТС)

### Компилације
- 1987. Хитови Мише Мијатовића (ПГП РТБ)
- 1989. Хитови Мише Мијатовића 2 (ПГП РТБ)
- 1997. Хитови Мише Мијатовића (Vujin Trade)
- 1997. Хитови Мише Мијатовића 2 (Vujin Trade)
- 2000. Хитови Мише Мијатовића 1 (ПГП РТС)
- 2000. Хитови Мише Мијатовића 2 (ПГП РТС)

## Награде и признања
- 2019. Естрадно-музичка награда Србије за животно дело од стране Савеза естрадно-музичких уметника Србије[5]
- 1980. Соко Бања - Прва хармоника Југославије
- 1980. Соко Бања - Влашка игра, прва награда фестивала